# Драй-Таверн (Пенсільванія)
Драй-Таверн (англ. Dry Tavern) — переписна місцевість (CDP) в США, в окрузі Грін штату Пенсільванія. Населення — 655 осіб (2020).

## Географія
Драй-Таверн розташований за координатами 39°56′24″ пн. ш. 80°0′34″ зх. д. / 39.94000° пн. ш. 80.00944° зх. д. (39.939872, -80.009525).  За даними Бюро перепису населення США в 2010 році переписна місцевість мала площу 3,50 км², уся площа — суходіл.

## Демографія
Згідно з переписом 2010 року, у переписній місцевості мешкало 697 осіб у 298 домогосподарствах у складі 218 родин. Густота населення становила 199 осіб/км².  Було 314 помешкання (90/км²).
Расовий склад населення:
| - 97,8 % — білих - 0,7 % — азіатів - 0,3 % — чорних або афроамериканців |

До двох чи більше рас належало 0,7 %. Частка іспаномовних становила 1,0 % від усіх жителів.
За віковим діапазоном населення розподілялося таким чином: 16,2 % — особи молодші 18 років, 64,6 % — особи у віці 18—64 років, 19,2 % — особи у віці 65 років та старші. Медіана віку мешканця становила 48,2 року. На 100 осіб жіночої статі у переписній місцевості припадало 98,6 чоловіків;  на 100 жінок у віці від 18 років та старших — 98,6 чоловіків також старших 18 років.
Середній дохід на одне домашнє господарство  становив 66 468 доларів США (медіана — 55 625), а середній дохід на одну сім'ю — 77 225 доларів (медіана — 61 953). Медіана доходів становила 47 500 доларів для чоловіків та 43 611 долар для жінок. За межею бідності перебувало 10,2 % осіб, у тому числі 0,0 % дітей у віці до 18 років та 19,8 % осіб у віці 65 років та старших.
Цивільне працевлаштоване населення становило 287 осіб. Основні галузі зайнятості: освіта, охорона здоров'я та соціальна допомога — 18,8 %, транспорт — 12,2 %, роздрібна торгівля — 11,1 %, публічна адміністрація — 11,1 %.